# The Pagemaster (игра)
The Pagemaster — мультиплатформенная видеоигра, разработанная для игровых платформ Game Boy, Sega Mega Drive/Genesis и SNES, а также для операционной системы Windows 3.x. Основывается на фильме 1994 года «Повелитель страниц».

## Геймплей

### Game Boy, Sega, SNES
Герой игры — мальчик по имени Ричард Тайлер — проходит в Мире Приключений уровни-книги трёх жанров: ужасы, приключения, фэнтези. Каждый уровень разделён на несколько подуровней. Герой может применять магию и уничтожать врагов, прыгая на них и используя специальные предметы.
Среди врагов — разнообразные монстры (летучие мыши, летающие книги, гигантские кулаки, призраки, пираты и т. д.). Противники не обладают большим запасом здоровья, но многочисленны.
Полезные предметы увеличивают количество жизней героя (изображения Альбуса), помогают бороться с противниками (мешки с мячиками), перемещаться по вертикальным поверхностям (ботинки) и др.

### PC
Версия игры для PC полностью отличается от консольной — это интерактивная приключенческая игра с неотносящимся к фильму сюжетом. Графически игра построена по принципу аксонометрии и использует стилистику оригинального мультсериала. Она состоит из нескольких уровней, объединённых общим сюжетом.
Злодей по имени Мистер Хайд похищает доброго волшебника — Повелителя Страниц, чтобы получить назад свою химическую лабораторию, доставшуюся волшебнику. Узнав об этом, Ричард отправляется в Мир Приключений. Там он должен отыскать и спасти своего друга.
Игровой интерфейс разделён на две части: экран, изображающий персонажей и окружающую обстановку, и панель управления. С последней ведётся управление героем во время передвижения и разговоров с другими персонажами, а также сменой сцен на экране.
Игровой процесс заключается в следующем. Персонаж вместе с несколькими героями-спутниками (тремя говорящими книгами) перемещается по уровням (Остров Сокровищ, Египет и др.); здесь он решает логические задачи и собирает различные предметы, используя их при прохождении. Некоторые предметы можно комбинировать между собой. Также герой, общаясь с NPC, получает ключи к разгадкам некоторых головоломок.